# Erik Bouwman
Erik Bouwman (Hoogezand, 30 januari 1973) is een Nederlandse oud-langebaanschaatser en schaatstrainer. Hij is coach van Team IKO.

## Loopbaan
Sinds seizoen 1997/1998 kwam Bouwman uit voor het land Tsjechië. Zijn laatste twee seizoenen reed hij voor de DSB Schaatsploeg van Leen Pfrommer. Na zijn schaatscarrière werd Bouwman vervolgens trainer van de VPZ-schaatsploeg. In de Adelskalender stond hij in december 2007 op een 548e positie, anno februari 2009 is dit positie 619. Bouwman is Tsjechisch recordhouder op de sprintafstanden: de 500 en 1000 meter.
Op 24 maart 2010 werd bekend dat Bouwman in gesprek was met de Noorse schaatsbond om daar bondscoach te worden. Toen bleek dat Jarle Pedersen als trainer aanbleef, werd Bouwman in juni bij Jong Oranje de opvolger van Peter Kolder. Later werd Bouwman met ingang van seizoen 2014/2015 wel hoofdcoach van de nationale schaatsploeg van Zuid-Korea. Aanvankelijk liep dat contract tot en met de Olympische Winterspelen van 2018 in Pyeongchang, maar vanwege tegenwerkingen van de bond bij het plannen van reisschema's, trainingsschema's en aanpassingen in selectieprocedures liet Bouwman zich ontslaan. In 2017 werd hij bondscoach van de jeugd van de Duitse schaatsselectie en in 2019 werd hij bondscoach van Duitsland. Sinds seizoen 2020/2021 is hij coach van Team IKO.

## Persoonlijk
Bouwman is vader van een tweeling.

## Persoonlijke records
| Afstand      | Tijd     | Datum            | Baan       |
| ------------ | -------- | ---------------- | ---------- |
| 500 meter    | 0 36,55  | 16 januari 2000  | Calgary    |
| 1000 meter   | 1.11,27  | 18 maart 2000    | Calgary    |
| 1500 meter   | 1.49,37  | 16 maart 2000    | Calgary    |
| 3000 meter   | 4.15,22  | 10 januari 1993  | Heerenveen |
| 5000 meter   | 7.06,30  | 19 november 2000 | Berlijn    |
| 10.000 meter | 15.52,35 | 12 maart 1992    | Heerenveen |

## Resultaten
| Jaar | EK Allround | WK Afstanden | WK Sprint | WK Allround | Wereld- beker |
| ---- | ----------- | ------------ | --------- | ----------- | ------------- |
| 2000 | -           | 23e 1500m    | 25e       |             |               |
| 2001 | NC27        | -            | 39e (DQ1) |             | 39e 1500m     |
| 2002 | -           |              | -         | -           | 44e 1000m     |

NC# = niet gekwalificeerd voor de laatste afstand, maar wel als # geëindigd
DQ1 = gediskwalificeerd op de eerste afstand